# Bailén
Bailén er en by og kommune i det sydlige Spanien i provinsen Jaén. Den har et indbyggertal på 17.264 (2024) indbyggere.